# Tour de Maurice
Il Tour de Maurice (it. Giro di Mauritius) è una corsa a tappe maschile di ciclismo su strada che si svolge ogni anno in Mauritius. Fondata nel 1980, entrò per la prima volta a far parte dell'UCI Africa Tour come gara di classe 2.2 nel 2023.

## Albo d'oro
Aggiornato all'edizione 2024.
| Anno | Vincitore                  | Secondo                    | Terzo                      |
| ---- | -------------------------- | -------------------------- | -------------------------- |
| 1980 | Franck Grondin             |                            |                            |
| 1981 | José Flury                 |                            |                            |
| 1982 | Laurent Decrausaz          |                            |                            |
| 1983 | Jean-Claude Rakotamanana   |                            |                            |
| 1984 | Luçay Damour               |                            |                            |
| 1985 | non disputato              | non disputato              | non disputato              |
| 1986 | Jean-François Pothin       |                            |                            |
| 1987 | Éric Pitchen               |                            |                            |
| 1988 | Richard Baret              |                            |                            |
| 1989 | Yannick Foirest            |                            |                            |
| 1990 | Jannick Germain            |                            |                            |
| 1991 | Jean-Pierre Bourgeot       |                            |                            |
| 1992 | Jean-Pierre Bourgeot       |                            |                            |
| 1993 | Richard Baret              |                            |                            |
| 1994 | Jean-Philippe Rubens       |                            |                            |
| 1995 | Vincent Moreels            | Patrick Haberland          |                            |
| 1996 | Patrick Haberland          |                            |                            |
| 1997 | Richard Baret              |                            |                            |
| 1998 | Patrick Haberland          |                            |                            |
| 1999 | Jean-Philippe Rubens       |                            |                            |
| 2000 | Rudolph Wentzel            |                            |                            |
| 2001 | Sean Van Court             |                            |                            |
| 2002 | Richard Baret              | Jean-Marie Lebeau          | Sean Merridew              |
| 2003 | non disputato              | non disputato              | non disputato              |
| 2004 | Stéphane Lucilly           | Sean Merridew              | Samuel Bénard              |
| 2005 | Yannick Lincoln            | Christophe Lincoln         | Richard Baret              |
| 2006 | Chris Froome               | Alex Pavlov                | Yannick Lincoln            |
| 2007 | Yannick Lincoln            | Frédéric Géminiani         | Jean-Denis Armand          |
| 2008 | Mickaël Malle              | Jaco Ferreira              | Yannick Lincoln            |
| 2009 | Sylvain Georges            | Yannick Lincoln            | Andrew MacLean             |
| 2010 | Andrew MacLean             | Yannick Lincoln            | Gabriel Combrinck          |
| 2011 | Yannick Lincoln            | Emmanuel Chamand           | Richard Baret              |
| 2012 | Yannick Lincoln            | Christophe Boyer           | Willie Smit                |
| 2013 | Yannick Lincoln            | Alan Gordon                | Adolph Krige               |
| 2014 | Yannick Lincoln            | James Tennent              | Ian Pienaar                |
| 2015 | Willie Smit                | Sylvain Georges            | James Tennent              |
| 2016 | James Tennent              | Christopher Lagane         | Yousif Mirza               |
| 2017 | Olivier Le Court           | Yannick Lincoln            | Guillaume Gaboriaud        |
| 2018 | Gustav Basson              | Christopher Lagane         | Gregory de Vink            |
| 2019 | Grégory Rougier-Lagane     | Alexandre Mayer            | Christopher Rougier-Lagane |
| 2020 | Alexandre Mayer            | Dylan Redy                 | Yannick Lincoln            |
| 2021 | Christopher Rougier-Lagane | Étienne Tortelier          | Alexandre Mayer            |
| 2022 | Christopher Rougier-Lagane | Maxime Jolly               | Alexandre Mayer            |
| 2023 | Archie Cross               | Christopher Rougier-Lagane | Pirmin Eisenbarth          |
| 2024 | Piotr Brożyna              | Alexandre Mayer            | Andreas Miltiadis          |